# Solar Air
Solar Air (thailändisch โซล่าแอร์) war eine thailändische Billigfluggesellschaft mit Sitz in Bangkok und Basis auf dem Flughafen Bangkok-Don Mueang.

## Flugziele
Solar Air flog von Bangkok zahlreiche Ziele innerhalb Thailands sowie Siem Reap an.

## Flotte
Mit Stand September 2016 bestand die Flotte der Solar Air aus zwei Flugzeugen:
| Flugzeugtyp     | Luftfahrzeugkennzeichen | Anmerkungen | Sitzplätze |
| --------------- | ----------------------- | ----------- | ---------- |
| Dornier 228-201 | HS-SAE                  |             | 18         |
| Dornier 228-212 | HS-SAB                  |             | 18         |